# Wasgagel
Wasgagel (Morella caroliniensis, synoniem: Myrica pensylvanica, Myrica caroliniensis, Myrica cerifera, Morella cerifera) is een bladverliezende struik die behoort tot de gagelfamilie (Myricaceae). De soort komt van nature voor in het oosten van Noord-Amerika en is van daaruit verspreid naar Zuid-Engeland en Nederland. De soort staat op de Nederlandse Rode lijst van planten als zeer zeldzaam en matig in aantal afgenomen. Het aantal chromosomen 2n = 16.
De struik wordt 60-250 cm hoog, vormt uitlopers en heeft enigszins viltige takken. Wasgagel is in de regel tweehuizig, maar er zijn ook eenhuizige struiken. De 4-10 cm lange bladeren zijn langwerpig, omgekeerd eirond en naar de top hebben ze meestal een gekarteld-gezaagde bladrand.
Wasgagel bloeit van april tot in juni met lichtgroene, 4-18 mm lange katjes, die tegelijk met de bladeren verschijnen. De schutbladen van de vrouwelijke katjes vallen na de bloei af.
De vrucht is een blauwachtige, ronde, 3,5-5,5 mm grote steenvrucht, die bedekt is met een witte waslaag. Van de was kunnen kaarsen gemaakt worden.

## Ecologie en verspreiding
Wasgagel staat op zonnige tot beschaduwde, vochtige tot natte, ruderale, zwak zure tot zure, voedselarme veen-, zand- en leembodems. Ze groeit in heiden en moerasbossen, in duinen, op akkers, in loof- en naaldbossen, op rivier- en meeroevers, in weilanden en op richels. Wasgagel kan zich vegetatief handhaven en uitbreiden door haar talrijke uitlopers. De wortels ruiken naar kruidnagel en zijn in staat stikstof te binden. Het blad geeft bij kneuzing een aromatisch geur af en is licht giftig en roesverwekkend. De bloemen worden door de wind bestoven, de met waslaag beklede steenvruchten worden door vogels verspreid.
De plant is in Nederland zeer zeldzaam, ze werd vroeger bij Tubbergen en Landsmeer aangetroffen en anno 2019 nog op een groeiplaats bij Zutphen. De teruggang zal voornamelijk te wijten zijn aan eutrofiëring en ontginningen. Mogelijk gaat de herkomst van de wintergroene plant terug op mislukte cultuurexperimenten op 'woeste gronden'. In België komt de struik niet voor.

## Afbeeldingen

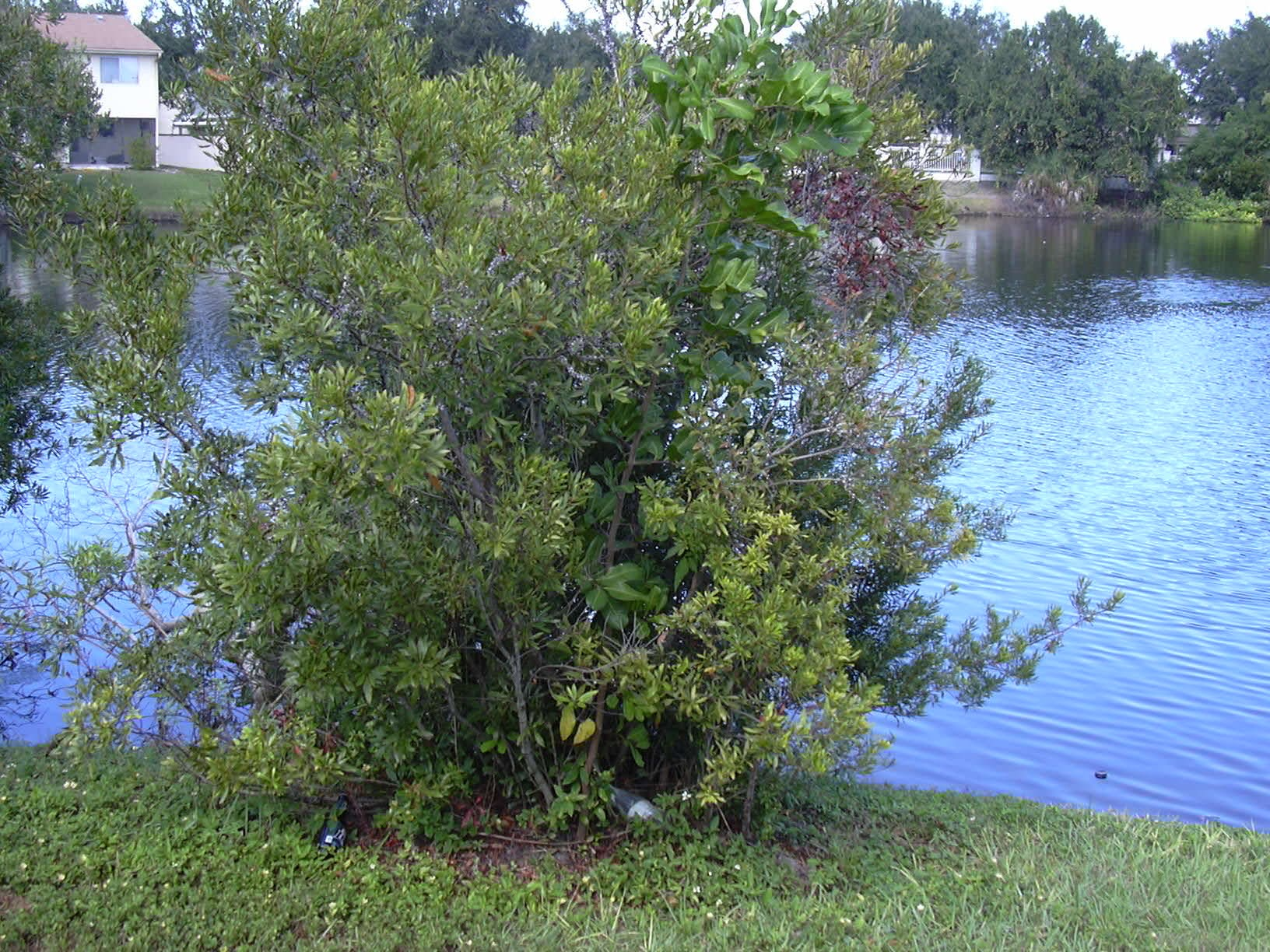
Struik
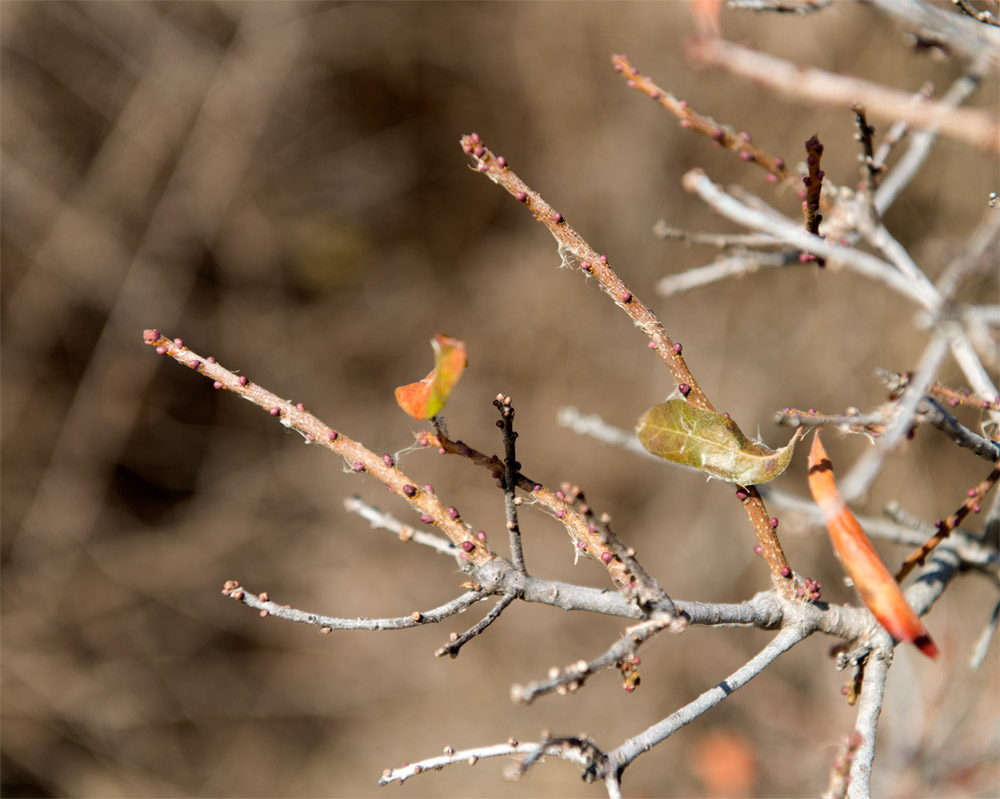
Takken
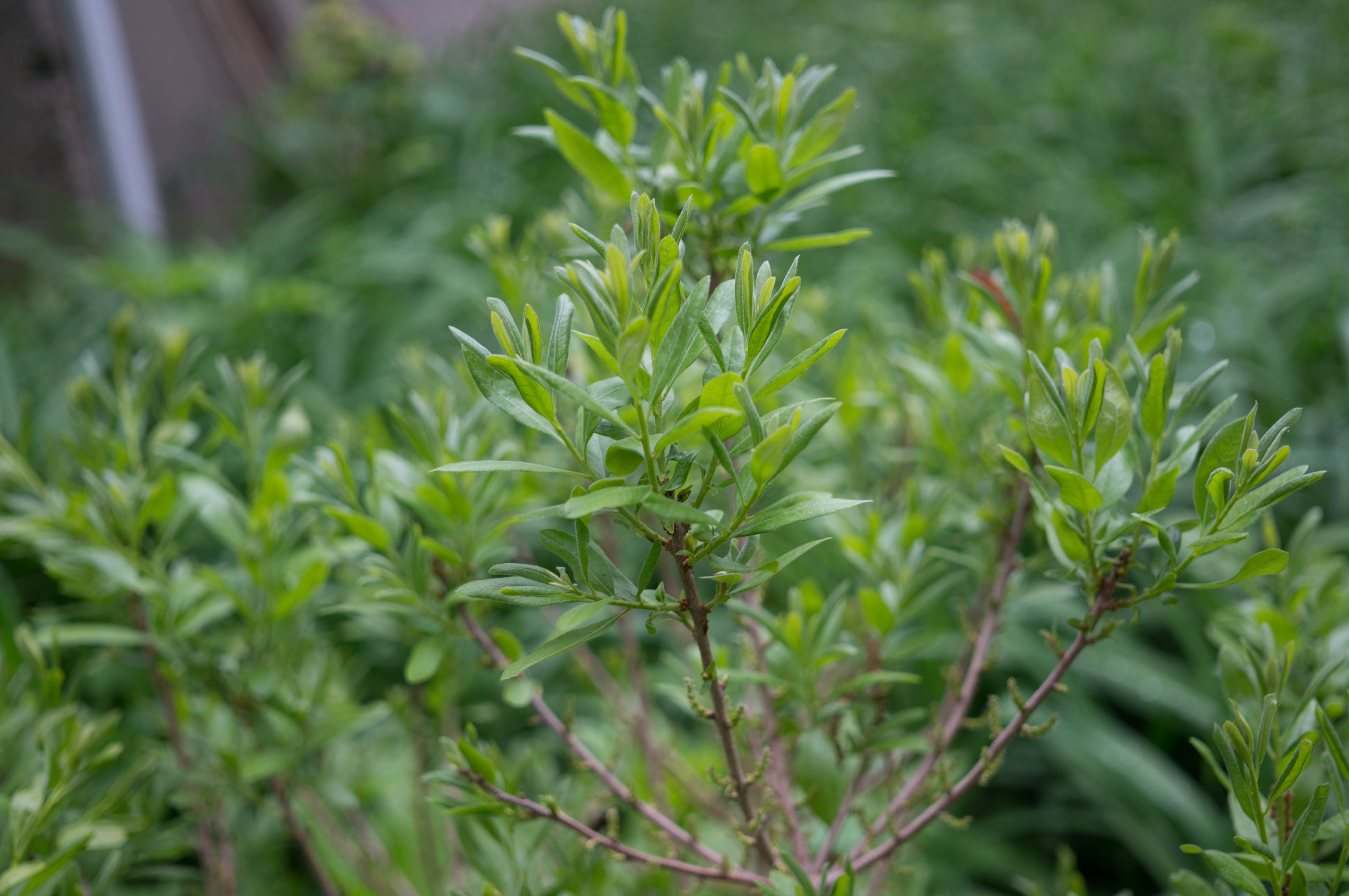
Bladeren
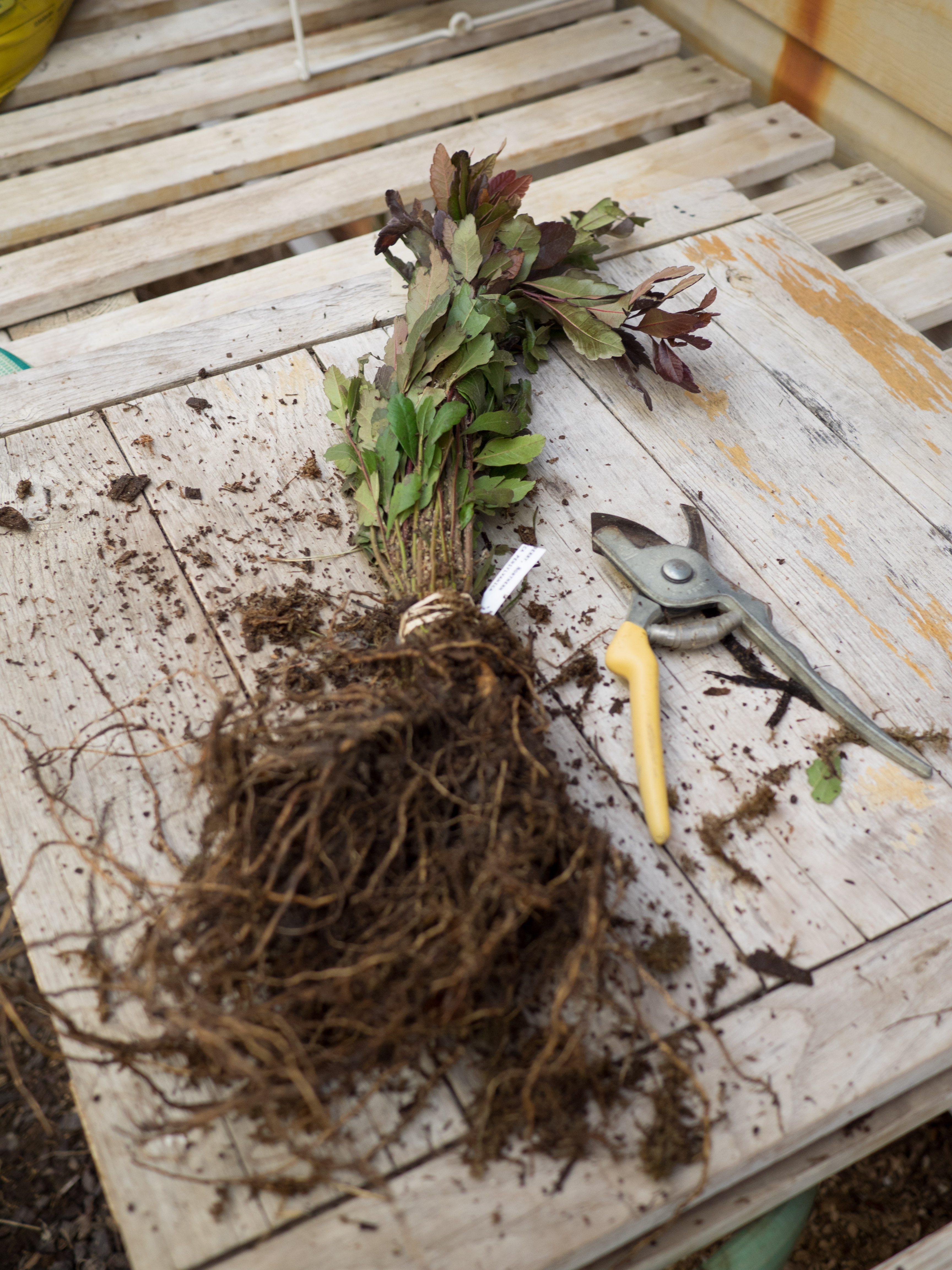
Plantgoed
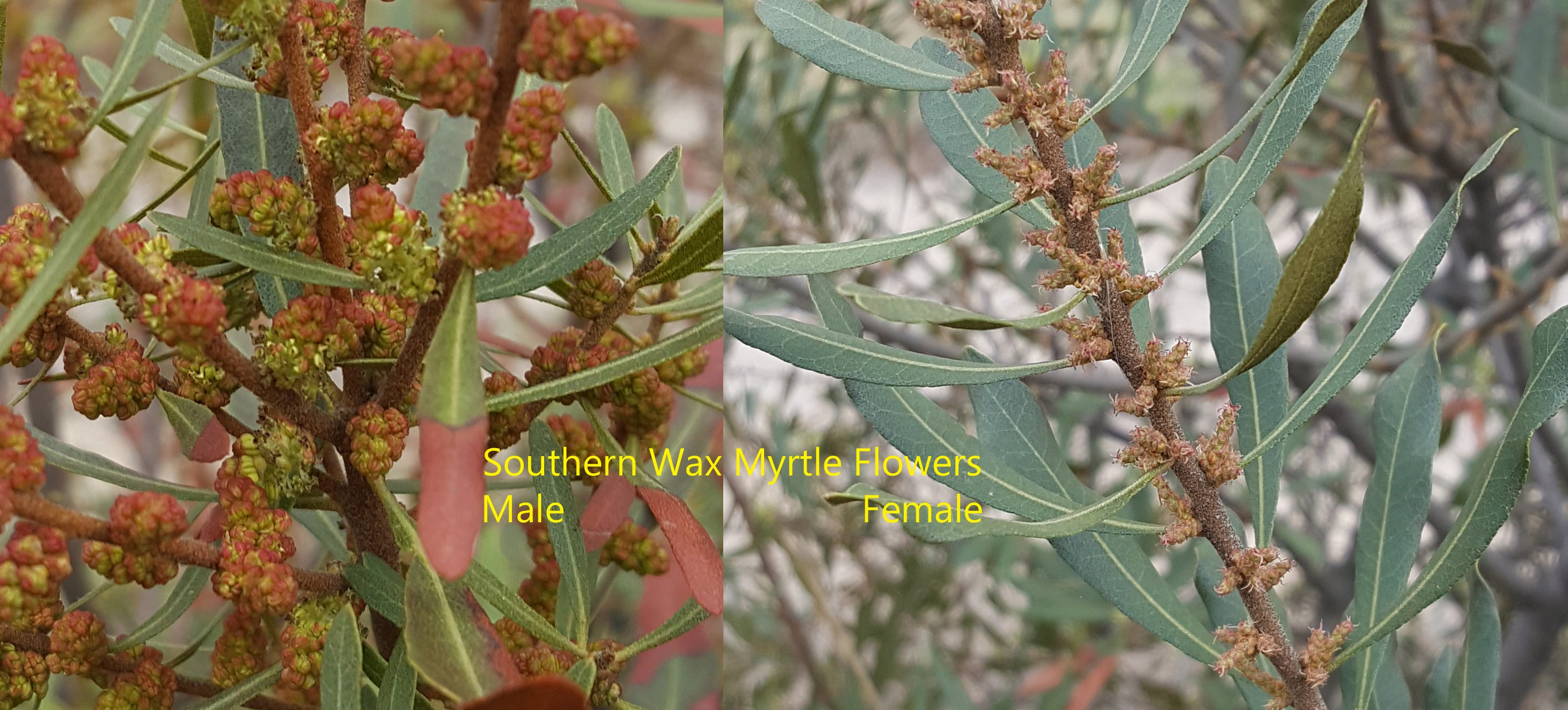
Mannelijke bloemen (links), vrouwelijke (rechts)
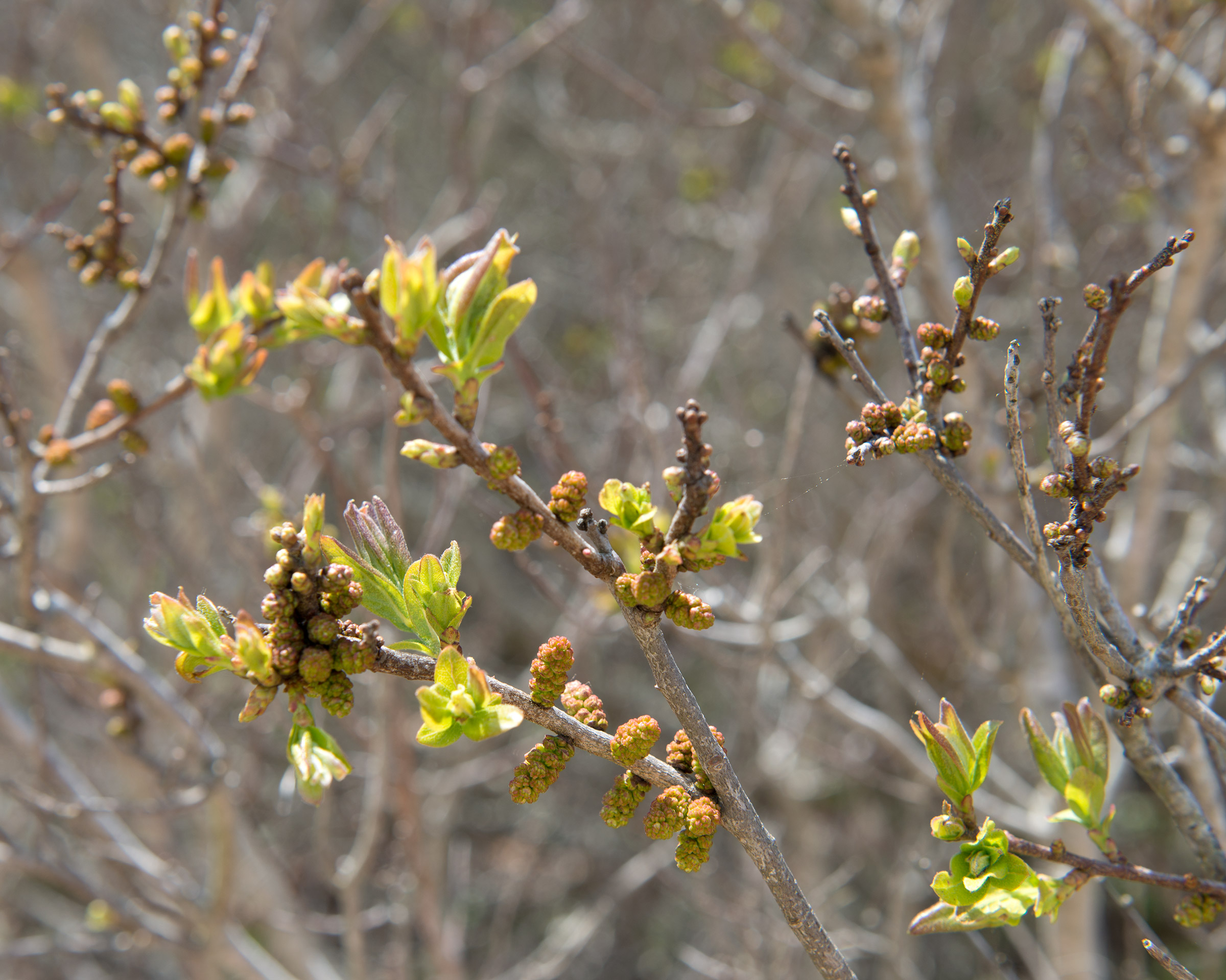
Mannelijke bloemen
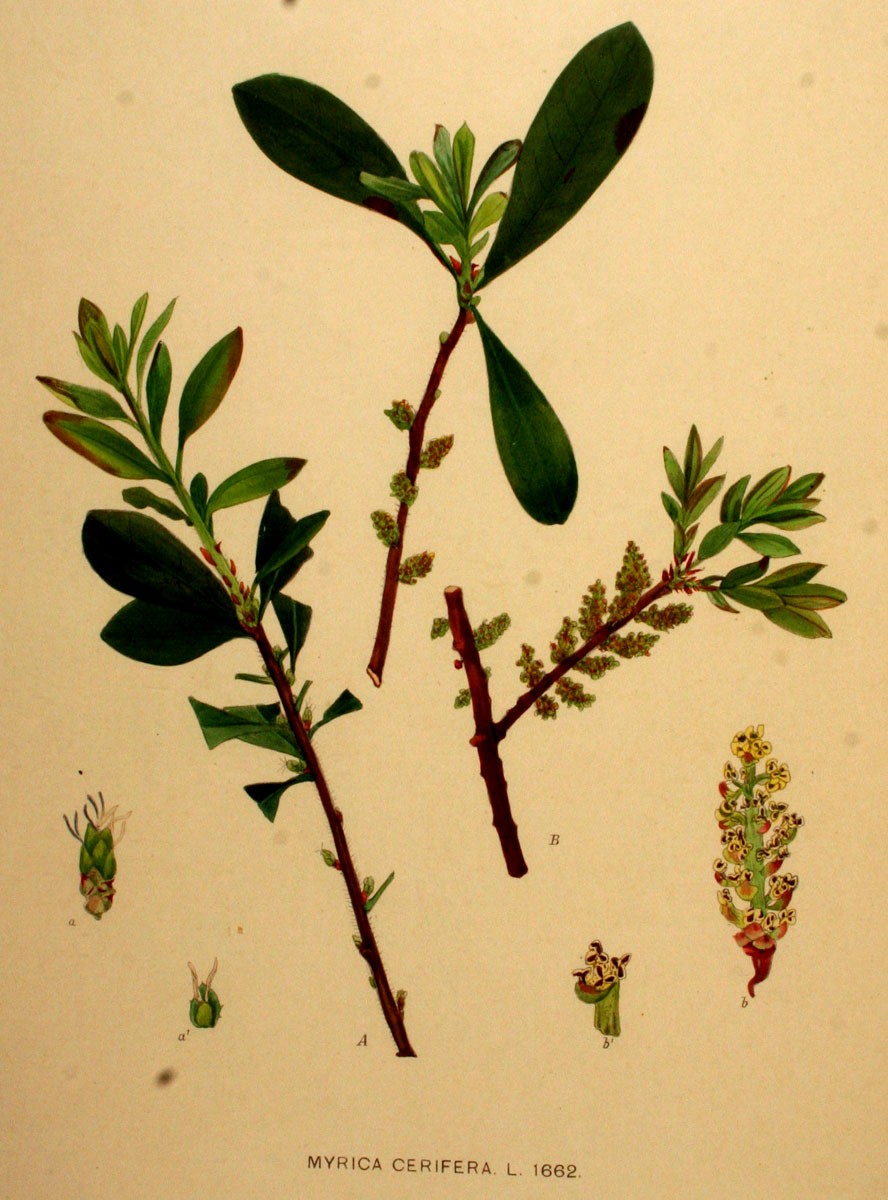
Flora Batava: Vrouwelijke bloemen (links), mannelijke (rechts)
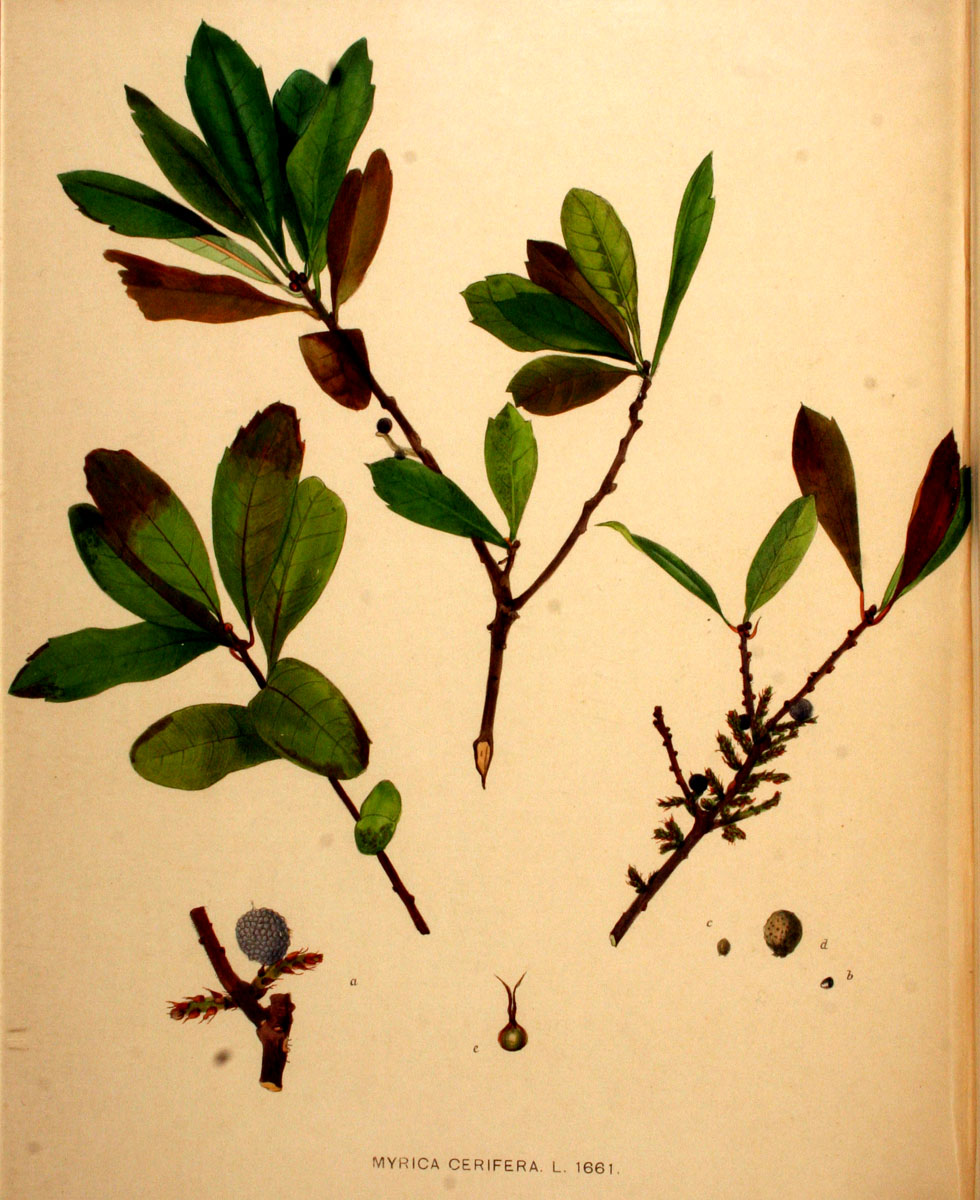
Flora Batava: Vruchten